# Svensbo lövskogs naturreservat
Svensbo lövskogs naturreservat är ett naturreservat i Ydre kommun i Östergötlands län.

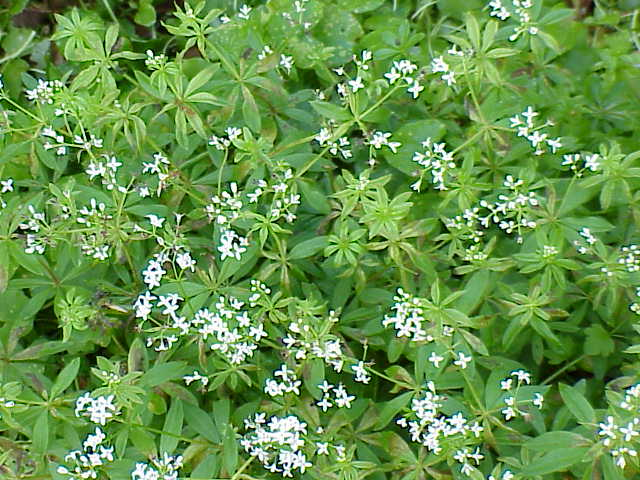
Myskmadra

Naturreservatet bildades 18 april 2013 under namnet Börshults bokskog och omfattade då 15,2 hektar. Den 21 oktober 2022 beslutades om en utökning norrut vilket resulterade i en ny omfattning om 33,7 hektar samtidigt som det namnändrades till Svensbo lövskogs naturreservat.  
Reservatet ligger på norra sidan av Torpön i sjön Sommen. Området består av skogslandskap och små odlingslandskap. Lövskogen domineras av ek med varierande innehåll av hassel, asp, lind, lönn och björk. Lövskogen kallas ibland Svensbo lövskog men har även kallats Sjöarp. Det växer lungört, tandrot, desmeknopp, vårärt, vätterros, myska och ormbär. Fågellivet är rikt i området.